# Jens Joel
Jens Joel Sand (12 de maio de 1978, em Odense) é um político dinamarquês, membro do Folketing pelo partido dos sociais-democratas. Ele foi eleito para o parlamento nas eleições legislativas dinamarquesas de 2011.

## Carreira política
Joel foi eleito pela primeira vez para o parlamento nas eleições de 2011. Foi reeleito em 2015 e 2019 pelos sociais-democratas.